# Stolperstein in Bad Wurzach
Der Stolperstein in Bad Wurzach ist dem in Bad Wurzach aufgewachsenen bayerischen Politiker Clemens Högg gewidmet, der als politischer Gefangener in KZ Bergen-Belsen starb. Der Stolperstein liegt in der Stadt Bad Wurzach im Landkreis Ravensburg in Baden-Württemberg. Stolpersteine werden vom Kölner Künstler Gunter Demnig in weiten Teilen Europas verlegt. Sie erinnern an das Schicksal der Menschen, die von den Nationalsozialisten ermordet, deportiert, vertrieben oder in den Suizid getrieben wurden und liegen im Regelfall vor dem letzten selbstgewählten Wohnsitz des Opfers. Vor dem früheren Wohnhaus Höggs in der Augsburger Metzstraße 37 liegt bereits ein Stolperstein und an der Fassade des Hauses, in dem Högg von 1927 bis 1939 lebte, ist zur Erinnerung an ihn eine Gedenktafel angebracht.
Der bislang einzige Stolperstein in Bad Wurzach wurde am 21. Februar 2025 vom Künstler persönlich verlegt.

## Stolperstein
| Stolperstein    | Inschrift                                                          | Verlegeort             | Name, Leben |
| --------------- | ------------------------------------------------------------------ | ---------------------- | --- |
| Bild gesucht BW | ... CLEMENS HÖGG JG. 1880 GESTORBEN 11.03.1945 KZ Bergen-Belsen .. | Marktstraße 2 Standort | Clemens Högg wurde am 20. November 1880 in Wurzach geboren und ging hier zur Schule. Früh schloss er sich der sozialdemokratischen Bewegung an und hatte verschiedene politische Ämter inne. 1922 entstanden auf Höggs Initiative hin die örtlichen Gliederungen der noch jungen Arbeiterwohlfahrt in Neu-Ulm und in Augsburg. Zwei Jahre später wurde er zum Augsburger Vorsitzenden des Wohlfahrtsverbandes gewählt. 1927 schuf er den Bezirksverband Schwaben. In 1924 wurde er in den Bayerischen Landtag gewählt, verlor aber nach der Machtübernahme durch die Nationalsozialisten sein Abgeordnetenmandat. Von August 1933 bis Oktober 1934 war Högg als politisch Andersdenkender Häftling im Konzentrationslager Dachau. Im September 1939 wurde das frühere Landtagsmitglied erneut festgenommen. Er wurde diesmal in das KZ Sachsenhausen in Oranienburg eingeliefert. Kommandant war Hans Loritz aus Augsburg. Högg verbrachte auf dessen Befehl 28 Monate in Einzelhaft, die Haftbedingungen führten zu seiner Erblindung, ein Bein musste amputiert werden. Die KZ-Insassen wurden vor der anrückenden Roten Armee im März 1945 ins KZ Bergen-Belsen gebracht. Clemens Högg ist dort gestorben, nähere Todesumstände sind nicht bekannt. |

## Verlegung
- 21. Februar 2025[3]

## Weblink
- Chronik der Stolpersteinverlegungen auf der Website des Projekts von Gunter Demnig